# Lądowisko Świebodzice
Lądowisko Świebodzice – lądowisko w Świebodzicach, położone w północnej części miasta, w województwie dolnośląskim, ok. 13 km na północ od Wałbrzycha. Lądowisko powstało w 2012, figuruje w ewidencji lądowisk Urzędu Lotnictwa Cywilnego. Użytkownikiem lądowiska jest Towarzystwo Lotnicze ze Świebodzic.
Dysponuje trawiastą drogą startową o długości 750 m.
Na terenie lądowiska planowana jest budowa lotniska Sudeckiego.
W nocy 7/8 sierpnia 2024, hangar Lądowiska spłonął. Straty wyniosły ok. 1 mln. złotych.

## Plany na przyszłość
Na lotnisku planowany jest ruch lotnictwa ogólnego dla potrzeb okolicznych gmin, w tym miasta Wałbrzych. W 2013 roku władze Wałbrzycha oraz gminy Świebodzice przeznaczyły 200 tys. złotych na przygotowania dokumentacji projektowej planowanego lotniska. Ma powstać do 2020 roku.